# Ampliación el Refugio
Ampliación el Refugio är en ort i Mexiko.   Den ligger i kommunen Güémez och delstaten Tamaulipas, i den centrala delen av landet, 500 km norr om huvudstaden Mexico City. Ampliación el Refugio ligger 214 meter över havet och antalet invånare är 276.
Terrängen runt Ampliación el Refugio är platt. Runt Ampliación el Refugio är det glesbefolkat, med 11 invånare per kvadratkilometer. Närmaste större samhälle är Ciudad Victoria, 14,4 km söder om Ampliación el Refugio. Omgivningarna runt Ampliación el Refugio är en mosaik av jordbruksmark och naturlig växtlighet.